# ژهلنیت
ژهلنیت (به انگلیسی: Gehlenite) با فرمول شیمیایی Ca2 (AlMg)[4] [(AlSi) SiO7] از مجموعه کانی هاست و محلول در HCl و برنگ خاکستری و سبز در می‌آید. CaO:36.96% Al2O3:16.8% MgO:6.64% SiO۲:۳۹٫۶٪ برای اولین بار در ایتالیا کشف شد و از نظر شکل بلور: منشوری - قرصی شکل، رنگ: سفید - خاکستری سبز - قهوه ای، شفافیت: غیر شفاف - نیمه شفاف، شکستگی: صدفی - نامنظم، جلا: شیشه‌ای - چرب، سیستم تبلور: کوادراتیک و در رده‌بندی سیلیکات است همچنین خاصیت مغناطیسی ندارد و منشأ تشکیل آن دگرگونی مجاورتی است.
همایند کانی‌شناسی (پارانژ) آن سختی - چگالی - واکنش هایشیمیایی و اشعه Xمیلیلیت - فلدسپات ها- کلسیت- ولاستونیت- وزوویانیت- گارنت‌ها و غیره است
، از نظر ژیزمان بلوری - آگرگات دانه‌ای - توده‌ای کمیاب است و بیشتر در ایتالیا، رومانی، آمریکا، مکزیک یافت می‌شود.